# Sajax
Sajax (del inglés "Simple Ajax Toolkit", "Colección de herramientas simples de AJAX") es una herramienta de código abierto diseñada para ayudar a los sitios web que usen AJAX framework (también conocido como XMLHttpRequest). Permite al programador llamar a funciones PHP, Perl o Python desde su página web por medio de JavaScript sin necesidad de forzar una actualización de la página en el navegador.